# 1730-е

## Догађаји и трендови
- 1730. — Махмуд I је постао султан, након немира у Османском царству.
- 1733. — започео је Рат за пољско насљеђе.
- 1735. — започео је Руско-турски рат, који ће трајати идуће четири године.
- 1735. — цар Ћианлонг је започео велику територијалну експанзију Кине.
- 1738. — завршио се Рат за пољско насљеђе.
- 1739. — Београдским миром Османско царство је успјело да поврати дио територија што је претходно изгубило, укључујући све територије јужно од Дунава и Саве, као и Малу Влашку.